# Estructura de Richat

L'Estructura de Richat des del satèl·lit Sentinel-2

L'Estructura de Richat és una estructura característica prominent circular en el desert del Sàhara de Mauritània, a prop de Ouadane. Ha cridat l'atenció des de les primeres missions espacials perquè forma un estrany ull de bou en l'extensió monòtona del desert.
L'estructura, que té un diàmetre aproximadament de 50 quilòmetres i està situada entre 400 i 450 metres per sobre el nivell del mar, s'ha convertit en una fita de referència per a les tripulacions del transbordador espacial.
Inicialment es va interpretar com una estructura formada per l'impacte d'un meteorit, a causa del seu alt grau de circularitat. Actualment es creu que és una elevació simètrica (anticlinal circular o cúpula) que s'ha posat al descobert per l'erosió. Quars Paleozoics formen els resistents llits a la part sobresortint de l'estructura. La manca de metamorfisme de xoc en el lloc dona suport a l'última afirmació.